# Mahay
Mahay (ook wel: Dj Mahay) is een Roemeense zanger/diskjockey. Samen met een van de ex-leden van O-Zone componeerde hij het rap-achtige lied Dulce (zacht). Mahay heeft nog enkele succeshits gehad in Roemenië (popmuziek/dance) zoals Nu te supăra en Pop (duet met ex-zanger van O-Zone).